# Iproniazida
Iproniazida (Marsilid, Rivivol, Euphozid, Iprazid, Ipronid, Ipronin) é um inibidor da monoamina oxidase (IMAO) irreversível não-seletivo da classe hidrazina. Foi interrompido em quase todo o mundo na década de 1960, mas permaneceu em uso na França até muito recentemente.